# Minotaur

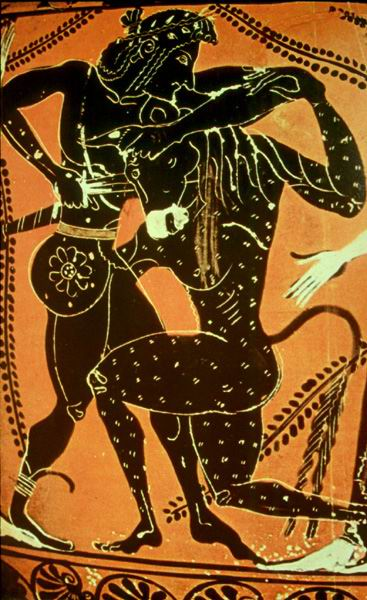
Theseus giết Minotaur

Minotaur  là một quái vật nửa người nửa bò trong thần thoại Hy Lạp. Mọi chuyện bắt đầu khi Minos muốn làm vua xứ Crete nên ông cầu xin thần biển Poseidon. Poseidon đã cho ông một con bò trắng đẹp tuyệt trần để ông chứng tỏ lòng thành của mình. Nhưng mê mẩn trước vẻ đẹp của con bò, Minos đã đem một con bò giả để thế. Tức giận, thần Poseidon đã trừng phạt Minos bằng cách hóa phép cho hoàng hậu của Minos, Pasiphaë, yêu con bò đó. Hoàng hậu đã ra lệnh kiến trúc sư Daedalus làm một con bò cái bằng gỗ cho bà chui vào để giao phối với con bò đó và kết quả là sự ra đời của Minotaur.
Minotaur đã gieo rắc kinh hoàng cho toàn đảo Crete nên vua Minos ra lệnh cho Daedalus làm một mê cung để nhốt nó lại. Mỗi năm, ông đem 7 người con trai và 7 người con gái từ Athena vào cho Minotaur ăn thịt.
Minotaur đã bị tiêu diệt bởi anh hùng Theseus sau khi chàng nghe việc làm tàn ác của vua Minos. Anh đã giết được Minotaur nhờ sự giúp đỡ của Ariadne, con gái vua Minos. Nhờ cuộn chỉ của cô đưa mà anh đã tìm đường thoát được khỏi mê cung.